# إيرل كيم
إيرل كيم (بالإنجليزية: Earl Kim)‏ هو معلم موسيقى وملحن أمريكي، ولد في 6 يناير 1920 في دينوبا في الولايات المتحدة، وتوفي في 19 نوفمبر 1998 في كامبريدج في الولايات المتحدة بسبب سرطان.

## وصلات خارجية
- إيرل كيم على موقع ميوزك برينز (الإنجليزية)
- إيرل كيم على موقع قاعدة بيانات برودواي على الإنترنت (الإنجليزية)
- إيرل كيم على موقع ديسكوغز (الإنجليزية)